# Icónios
Os icónios (em latim: iconii) são uma tribo antiga que empurrados pelos celtas gauleses foram obrigados a procurar refugio nos alpes franceses, dando o nome à actual região de Oisans. Curiosamente os habitantes da localidade de Oingt continuam a chamarem-se icónios, iconiens em francês. Supõe-se que esta tribo é descendente dos cónios.